# Житецький Анатолій Аполлонович
Анатолій Аполлонович Житецький (26 жовтня 1936, СРСР, УРСР, Вінниця — 25 лютого 1985, там само) — радянський та український спортсмен-важкоатлет і тренер, Майстер спорту СРСР (1958), Почесний майстер спорту СРСР (1965).

## Біографія
Народився 26 жовтня 1936 року у Вінниці.
1960 року закінчив Вінницький педагогічний інститут (зараз Вінницький державний педагогічний університет). Займався важкою атлетикою. Тренерами Анатолія Житецького були В. Боб та В. Токвін. 
Анатолій був чемпіоном (1958—1960) та бронзовим призером (1961) чемпіонатів Української РСР. Встановив 10 рекордів України. Найкращий результат у триборстві у ваговій категорії 82,5 кг – 437,5 кілограма (147,5 + 125 + 165) 1960 рік, у ваговій категорії 90 кг — 457,5 (155+130+172,5) 1961 рік. Виступав за спортивне товариство «Буревісник» та «Локомотив».
Після закінчення кар'єри спортсмена Житецький перейшов на тренерську роботу. Був тренером спортивного товариства «Локомотив», головою обласної федерації з важкої атлетики (1975—1985). Серед його вихованців — Сергій Дідик.
Помер 25 лютого 1985 року у Вінниці.
На згадку про А. А. Житецького у Вінниці проводився Всеукраїнський турнір із важкої атлетики.
Житецький був співавтором патентів: Пристрій для тренування м'язів ніг (1251932) та Гантель (1175508).